# Довициозо, Андреа
Андреа Довициозо (итал. Andrea Dovizioso; род. 23 марта 1986 года, Форлимпополи, Италия, Dovi, DesmoDovi, Dovi04) — итальянский профессиональный мотогонщик, выступавший в классе MotoGP в 2008—2022 годах, трёхкратный вице-чемпион мира (2017, 2018, 2019). В 2004 году выиграл чемпионский титул в классе 125 cc чемпионата мира по шоссейно-кольцевым мотогонкам MotoGP. Первый итальянский гонщик, выигравший Гран-при Италии на мотоцикле Ducati.

## Карьера
125сс
В 2000 году Довициозо выиграл итальянский турнир Aprilia Challenge в Италии. В этот период он работал с Гвидо Манчини, бывшим мотоциклистом и механиком, который в прошлом работал с Валентино Росси и Лорис Капиросси. В 2002 году Довициозо участвовал в чемпионате мира MotoGP в классе 125-кубовых мотоциклов (Moto3) за команду Team Scot Honda, заняв 16-е место в финальной таблице. Его лучшими результатами в сезоне'02 стали два 9-х места в Ле-Мане и Донингтоне. В 2003 году Довициозо четыре раза поднимался на подиум, став 5-м в финальном зачёте. В сезоне 2004 года Довициозо 11 раз был в тройке лидеров, пять из них — занимал высшую ступень пьедестала. В итоге он стал победителем Чемпионата, получив 293 очка.
250сс
В 2005 году Довициозо перешёл в класс 250-кубовых мотоциклов, оставшись верным команде Team Scot Honda. В сезоне'05 он пять раз поднимался на подиум, став 3-м в финальном зачёте. Он также получил премию «Новичок года». В 2006 году Довициозо остался с командой, которая теперь носила имя Humangest Racing. 11 раз Дови был в тройке лидеров и выиграл две гонки — в Барселоне и Эшториле. Чемпионский титул он уступил лишь в финальной гонке сезона и стал вторым после Хорхе Лоренсо. В сезоне 2007 года Довициозо выиграл две гонки в Стамбуле и Донингтоне и снова был близок к чемпионству, но вновь стал вторым.
MotoGP
Honda (2008–2011)
2008
15 сентября 2007 года Довициозо объявил о переходе со своей командой в MotoGP. Дебют оказался ярким — Дови занял четвёртое место на открытии сезона в Катаре, пропустив Валентино Росси на последнем круге. В течение всего сезона Довициозо был одним из самых сильных гонщиков Honda, занимая несколько раз 4-е и 5-е места, и 3-е - на малайзийском туре в Сепанге. В финальном зачёте он стал пятым.
2009
В сезоне 2009 года Довициозо стал официальным гонщиком Repsol Honda, заменив Ники Хейдена. В июле 2009 года Довициозо выиграл свою первую гонку в MotoGP на Гран-при Великобритании в Донингтон Парке.
2010
Второй сезон Довициозо в MotoGP начался довольно сильно. Команда Repsol Honda в гонке открытия сезона'10 в Катаре заняла весь подиум. Затем Дови ещё три раза был в тройке лидеров, но в середине сезона результаты заметно ухудшились. Но Довициозо продолжал бороться. Ему удалось стать первым на Гран-при Японии в Твин Ринг Мотеги, вторым - в Великобритании и в Малайзии. Тур в Австралии Дови пропустил и завершил сезон третьим в Португалии и пятым в Валенсии. В итоге в финальном зачёте он стал пятым.
2011
Третий сезон в MotoGP Довициозо так же провёл в команде Repsol Honda вместе с пилотами Кейси Стоунером и Дани Педроса. Начал сезон Дови хорошо. Он занял 4-е место в Катаре после долгой битвы с Марко Симончелли. Но в Испании, на Хересе  Довициозо пришлось сменить шины во время гонки, и в результате он оказался лишь 13-м. В Португалии Дови вновь занял 4-е место, пропустив Валентино Росси. Лучший результат в сезоне Довициозо показал в Ле-Мане — там он стал 2-м. Затем было 4-е место в Каталонии, 2-е в Великобритании, 3-е в Нидерландах, 2-е в домашней гонке в Муджелло, 2-е в чешском Брно. Затем последовали два пятых места, а в гонке на Моторленд Арагон Довициозо упал и выпал из борьбы. На Гран-при Японии на Твин Ринг Мотеги Дови финишировал 5-м. В Австралии и Валенсии — третьим. Малайзийская гонка сезона'11 на трассе Сепанг была отменена после смерти Марко Симончелли. Сезон Довициозо закончил на третьей позиции и решил сменить команду. На 2012 год по однолетнему контракту он вместе с Кэлом Кратчлоу перешёл в команду Tech 3 Yamaha.